# Final da Copa Sul-Americana de 2010
A final da Copa Sul-Americana de 2010 foi o último jogo de duas mãos que determinou o campeão da Copa Sul-Americana de 2010. Foi disputado nos dias 1 e 8 de dezembro de 2010 entre o clube brasileiro Goiás e o argentino Independiente. O jogo de ida, disputado no Estádio Serra Dourada, em Goiânia, foi vencido pelo Goiás por 2 a 0, enquanto o jogo de volta, realizado no Estádio Libertadores da América, em Avellaneda, o Independiente foi o vencedor por 3 a 1 pelo mesmo placar.[carece de fontes?] Como ambas as equipes estavam empatadas em pontos e saldo de gols após 30' de tempo adicional, uma disputa de pênaltis foi realizada para decidir o vencedor. O Independiente venceu por 4 a 3 nos pênaltis, portanto, o clube conquistou seu primeiro troféu da Copa Sul-Americana. 

## Equipes qualificadas
| Equipe       | Aplicativo das finais anteriores |
| ------------ | -------------------------------- |
| Goiás        | Nenhum                           |
| Independente | Nenhum                           |

## Regras
A final foi disputada em duas mãos; casa e fora. A equipa de maior cabeça-de-série jogou a segunda mão em casa. A equipe que acumulou mais pontos – três por vitória, um por empate, zero por derrota – depois das duas partidas foi coroada campeã.

A regra dos gols fora de casa não foi usada nesta ocasião. Depois que as duas equipes estavam empatadas em pontos após a segunda mão, a equipe com a melhor diferença de gols havia vencido. Se as duas equipes tivessem igualado no saldo de gols, uma prorrogação teria sido útil. A prorrogação consistiu em dois tempos de 15 minutos. Caso o empate não tivesse sido desfeito, uma disputa de pênaltis teria ocorrido de acordo com as leis de jogo.

## Detalhes da partida

### Final
Jogo de ida
| 1 de dezembro | Goiás                                | 2 – 0     | Independiente | Estádio Serra Dourada, Goiânia |
| 22:00 (UTC-2) | Rafael Moura 14' · Otacílio Neto 22' | Relatório |               | Árbitro: PAR Carlos Torres     |

| Cores do Time Goiás | Independiente |

|              |    |                     |     |     |
|              |    |                     |     |     |
| GK           | 01 | Harlei              |     |     |
| DF           | 20 | Douglas             |     |     |
| DF           | 04 | Ernando             |     |     |
| DF           | 03 | Rafael Toloi        |     |     |
| DF           | 19 | Marcão              |     |     |
| DF           | 06 | Wellington Saci (c) |     |     |
| MF           | 08 | Amaral              |     |     |
| MF           | 17 | Marcelo Costa       |     | 88' |
| MF           | 02 | Carlos Alberto      | 87' |     |
| FW           | 09 | Rafael Moura        |     |     |
| FW           | 22 | Otacílio Neto       | 44' | 70' |
| Substitutes: |    |                     |     |     |
| GK           | 24 | Fábio               |     |     |
| DF           | 05 | Jadílson            |     |     |
| DF           | 13 | Valmir Lucas        |     |     |
| DF           | 14 | Wendel              |     |     |
| MF           | 25 | Lenon               |     |     |
| FW           | 07 | Éverton Santos      |     | 70' |
| FW           | 11 | Felipe              |     | 88' |
| Manager:     |    |                     |     |     |
| Artur Neto   |    |                     |     |     |

|                 |    |                       |     |     |
|                 |    |                       |     |     |
| GK              | 01 | Hilario Navarro       |     |     |
| DF              | 02 | Julián Velázquez      | 10' |     |
| DF              | 06 | Eduardo Tuzzio (c)    |     |     |
| DF              | 24 | Leonel Galeano        | 12' |     |
| MF              | 16 | Nicolás Cabrera       |     | 80' |
| MF              | 05 | Roberto Battión       |     |     |
| MF              | 15 | Fernando Godoy        |     | 46' |
| MF              | 08 | Hernán Fredes         |     | 87' |
| MF              | 03 | Lucas Mareque         |     |     |
| FW              | 11 | Andrés Silvera        | 58' |     |
| FW              | 17 | Facundo Parra         |     |     |
| Substitutes:    |    |                       |     |     |
| GK              | 12 | Adrián Gabbarini      |     |     |
| DF              | 25 | Carlos Matheu         |     | 80' |
| DF              | 04 | Maximiliano Velázquez |     | 87' |
| MF              | 07 | Cristian Pellerano    |     |     |
| MF              | 10 | Patricio Rodríguez    |     | 46' |
| MF              | 19 | Leandro Gracián       |     |     |
| MF              | 18 | Nicolás Martínez      |     |     |
| Manager:        |    |                       |     |     |
| Antonio Mohamed |    |                       |     |     |

Jogo de volta
| 8 de dezembro | Independiente                     | 3 – 1 (pro) | Goiás            | Estádio Libertadores de América, Avellaneda |
| 21:00 (UTC-3) | J. Velázquez 19' · Parra 27', 34' | Relatório   | Rafael Moura 22' | Árbitro: COL Óscar Ruiz                     |

|                                          |       | Penalidades                                     |  |
| M. Velázquez Parra Gracián Matheu Tuzzio | 5 – 3 | Rafael Tolói Éverton Santos Felipe Rafael Moura |  |

| Independiente | Cores do Time Goiás |

|                 |    |                       |      |      |
|                 |    |                       |      |      |
| GK              | 01 | Hilario Navarro       | 114' |      |
| DF              | 25 | Carlos Matheu         | 25'  |      |
| DF              | 03 | Lucas Mareque         |      |      |
| DF              | 06 | Eduardo Tuzzio (c)    | 12'  |      |
| DF              | 02 | Julián Velázquez      | 43'  |      |
| MF              | 05 | Roberto Battión       |      |      |
| MF              | 08 | Hernán Fredes         |      | 107' |
| MF              | 10 | Patricio Rodríguez    |      | 71'  |
| MF              | 16 | Nicolás Cabrera       |      |      |
| FW              | 18 | Nicolás Martínez      |      | 65'  |
| FW              | 17 | Facundo Parra         |      |      |
| Substitutes:    |    |                       |      |      |
| GK              | 12 | Adrián Gabbarini      |      |      |
| DF              | 04 | Maximiliano Velázquez |      | 107' |
| DF              | 24 | Leonel Galeano        |      |      |
| MF              | 15 | Fernando Godoy        |      |      |
| MF              | 19 | Leandro Gracián       |      | 71'  |
| FW              | 09 | Germán Pacheco        |      |      |
| FW              | 20 | Martín Gómez          |      | 65'  |
| Manager:        |    |                       |      |      |
| Antonio Mohamed |    |                       |      |      |

|              |    |                     |      |     |
|              |    |                     |      |     |
| GK           | 01 | Harlei              |      |     |
| DF           | 19 | Marcão              |      |     |
| DF           | 04 | Ernando             |      |     |
| DF           | 06 | Wellington Saci (c) |      |     |
| DF           | 20 | Douglas             |      | 64' |
| DF           | 03 | Rafael Toloi        |      |     |
| MF           | 08 | Amaral              |      |     |
| MF           | 17 | Marcelo Costa       |      |     |
| MF           | 02 | Carlos Alberto      |      |     |
| FW           | 09 | Rafael Moura        | 114' |     |
| FW           | 22 | Otacílio Neto       | 11'  | 75' |
| Substitutes: |    |                     |      |     |
| GK           | 24 | Fábio               |      |     |
| DF           | 05 | Jadílson            |      |     |
| DF           | 13 | Valmir Lucas        |      |     |
| DF           | 14 | Wendel              |      |     |
| MF           | 25 | Lenon               |      |     |
| FW           | 07 | Éverton Santos      |      | 64' |
| FW           | 11 | Felipe              |      | 75' |
| Manager:     |    |                     |      |     |
| Artur Neto   |    |                     |      |     |